# سفارة الجزائر في تركيا
سفارة الجزائر في تركيا هي بعثة دبلوماسية جزائرية لدى تركيا تقع في العاصمة انقرة وهي تهدف لتعزيز المصالح الجزائرية في تركيا.

## قائمة المراجع
1. ↑  www.mae.gov.dz https://web.archive.org/web/20190325213736/http://www.mae.gov.dz/Annuaire_15.aspx. مؤرشف من الأصل في 2019-03-25. اطلع عليه بتاريخ 2019-10-25. {{استشهاد ويب}}: الوسيط |title= غير موجود أو فارغ (مساعدة)
2. 1 2  "سفارة الجزائر في أنقرة | تركي". www.arab-states.com. مؤرشف من الأصل في 2018-02-12. اطلع عليه بتاريخ 2019-10-25.
3. ↑  "سفير تركيا بالجزائر محمد بوري يؤكد". جزايرس. مؤرشف من الأصل في 2018-10-04. اطلع عليه بتاريخ 2019-10-25.
4. ↑  "سفير تركيا: أنقرة تعتبر الجزائر عامل استقرار وسلم وتنمية في المنطقة |". almagharibia.tv. مؤرشف من الأصل في 2019-12-08. اطلع عليه بتاريخ 2019-10-25.